# Schweizer Filmpreis/Bester Animationsfilm
Sämtliche Gewinner des Schweizer Filmpreises in der Kategorie Bester Animationsfilm (früher: Bester Trickfilm), der von 2005 bis 2013 alle zwei Jahre und seitdem jährlich vergeben wird, sind:
| Jahr | Preisträger                             | für den Film        | Nominierungen |
| ---- | --------------------------------------- | ------------------- | --- |
| 2005 | Carlo Ippolito                          | Un’altra Città      | Isabelle Favez für Circuit Marine Georges Schwizgebel für L'homme sans ombre Izabela Rieben, Sami Ben Youssef für Joyeux Noël Félix! Laurent Nègre für Schenglet                                                    |
| 2007 | Simon Eltz                              | Wolkenbruch         | Claude Barras und Cédric Louis für Banquise Rolf Brönnimann für Hang Over Rafael Sommerhalder für Herr Würfel Georges Schwizgebel für Jeu                                                                           |
| 2009 | Jadwiga Kowalska                        | Tôt ou tard         | Claudius Gentinetta und Frank Braun für Die Seilbahn Georges Schwizgebel für Retouches Adrian Flückiger für Signalis Izabela Rieben und Sami Ben Youssef für Tango Lola                                             |
| 2011 | Michaela Müller                         | Miramare            | Zoltan Horvath für Feu sacré Andrea Schneider, Loretta Arnold, Marius Portmann und Fabio Friedli für Heimatland Claude Barras und Cédric Louis für Land of the Heads Claudius Gentinetta und Frank Braun für Schlaf |
| 2013 | Frédéric Guillaume und Samuel Guillaume | La nuit de l’ours   | Isabelle Favez für Au coeur de l’hiver Fabio Friedli für Bon voyage Claude Barras für Chambre 69 Lena von Döhren für Der kleine Vogel und das Blatt                                                                 |
| 2014 | Anete Melece                            | The Kiosk           | Mauro Carraro für Hasta Santiago Marcel Barelli für Vigia |
| 2015 | Nils Hedinger                           | Timber              | Mauro Carraro für Aubade Isabelle Favez für Message dans l’air |
| 2016 | Georges Schwizgebel                     | Erlkönig            | Marcel Barelli für Lucens Claudius Gentinetta und Frank Braun für Message dans l’air |
| 2017 | Rafael Sommerhalder                     | Au revoir Balthazar | Anete Melece für Analysis Paralysis Remo Scherrer für Bei Wind und Wetter |
| 2018 | Michaela Müller                         | Airport             | Fabio Friedli für In a Nutshell Claude Luyet für Le fil d'Ariane |
| 2019 | Claudius Gentinetta                     | Selfies             | Lorenz Wunderle für Coyote Gabriel Böhmer für The Flood Is Coming |
| 2020 | Maja Gehrig                             | Average Happiness   | Michael Frei für Kids Samuel Guillaume und Frédéric Guillaume für Le renard et l’oisille |
| 2021 | Georges Schwizgebel                     | Darwin’s Notebook   | Simone Giampaolo für Only a Child Samuel Patthey und Silvain Monney für Écorce |
| 2022 | Marcel Barelli                          | Dans la nature      | Victor Jaquier für Le vigneron et la mort Kilian Vilim für Mr. Pete & the Iron Horse |
| 2023 | Jonathan Laskar                         | The Record          | Marina Rosset für La Reine des Renards Claude Luyet für Lucky Man |
| 2024 | Élodie Dermange                         | Armat               | Elie Chapuis für Canard Jadwiga Kowalska für The Car That Came Back From the Sea |
| 2025 | Samuel Patthey                          | Sans Voix           | Michael Frei für Long Distance Delia Hess für On Hold |